# Sobierad
Sobierad – staropolskie imię męskie, zrekonstruowane na podstawie nazwy jeziora Sobieraj, dawniej Sobieradz (obok wsi Konotopie), złożone z członów Sobie- i -rad ("być zadowolonym, chętnym, cieszyć się").
Sobierad imieniny obchodzi 18 września.
Zobacz też:
- Sobieradz – 2 miejscowości w Polsce.